# Ve gouvernement de la République (Espagne)
Seconde Républiqe espagnol
Azaña III Barrio I
Le Ve gouvernement de la République est le gouvernement de la République espagnole en fonction le 12 septembre 1933 au 3 octobre 1933.

## Composition
| Portefeuille                                         | Titulaires | Titulaires                   | Parti                             |
| ---------------------------------------------------- | ---------- | ---------------------------- | --------------------------------- |
| Président du Conseil                                 |            | Alejandro Lerroux            | PRR                               |
| Ministre d'État                                      |            | Claudio Sánchez-Albornoz     | AR                                |
| Ministre de la Justice                               |            | Juan Botella Asensi          | Izquierda Radical Socialista (es) |
| Ministre de la Guerre                                |            | Juan José Rocha García       | PRR                               |
| Ministre de la Marine                                |            | Vicente Iranzo               | PRR                               |
| Ministre de l'Économie et des Finances               |            | Antonio Lara Zárate          | PRR                               |
| Ministre du Gouvernement                             |            | Diego Martínez Barrio        | PRR                               |
| Ministre de l'Instruction publique et des Beaux-arts |            | Domingo Barnés Salinas       | PRRS                              |
| Ministre des Travaux publics                         |            | Rafael Guerra del Río (es)   | PRR                               |
| Ministre du Travail et de la Santé                   |            | Ricardo Samper               | PRR                               |
| Ministre de l'Agriculture                            |            | Ramón Feced Gresa (es)       | PRRS                              |
| Ministre de l'Industrie et du Commerce               |            | Miquel Santaló (es)          | ERC                               |
| Ministre des Communications                          |            | Laureano Gómez Paratcha (es) | ORGA                              |